# Calyptomyrmex friederikae
Calyptomyrmex friederikae é uma espécie de formiga do gênero Calyptomyrmex, pertencente à subfamília Myrmicinae.